# Serra de Tramuntana

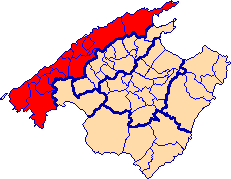
Municípios da comarca de serra de Tramontana.

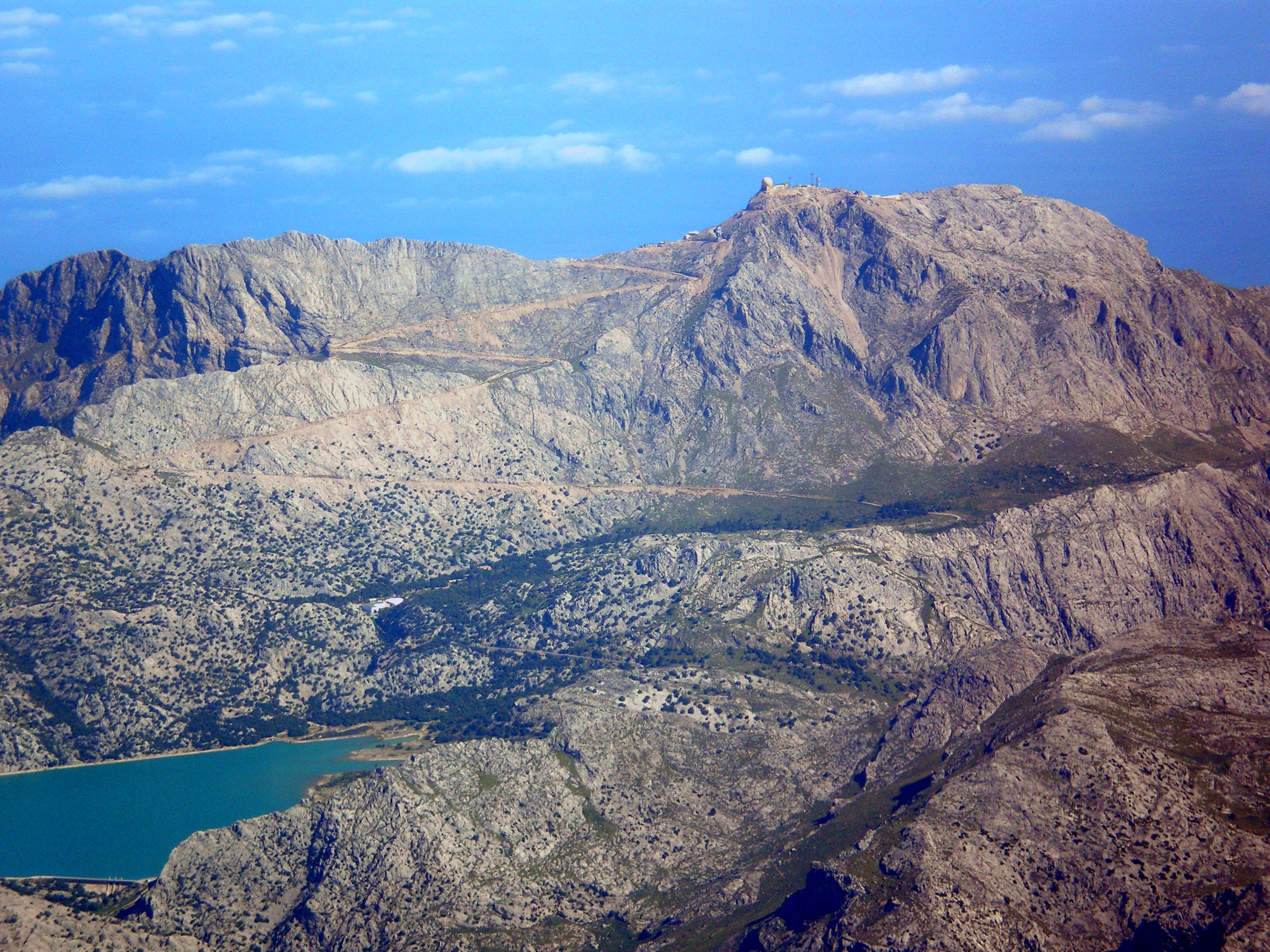
Puig Mayor (1.445 m).

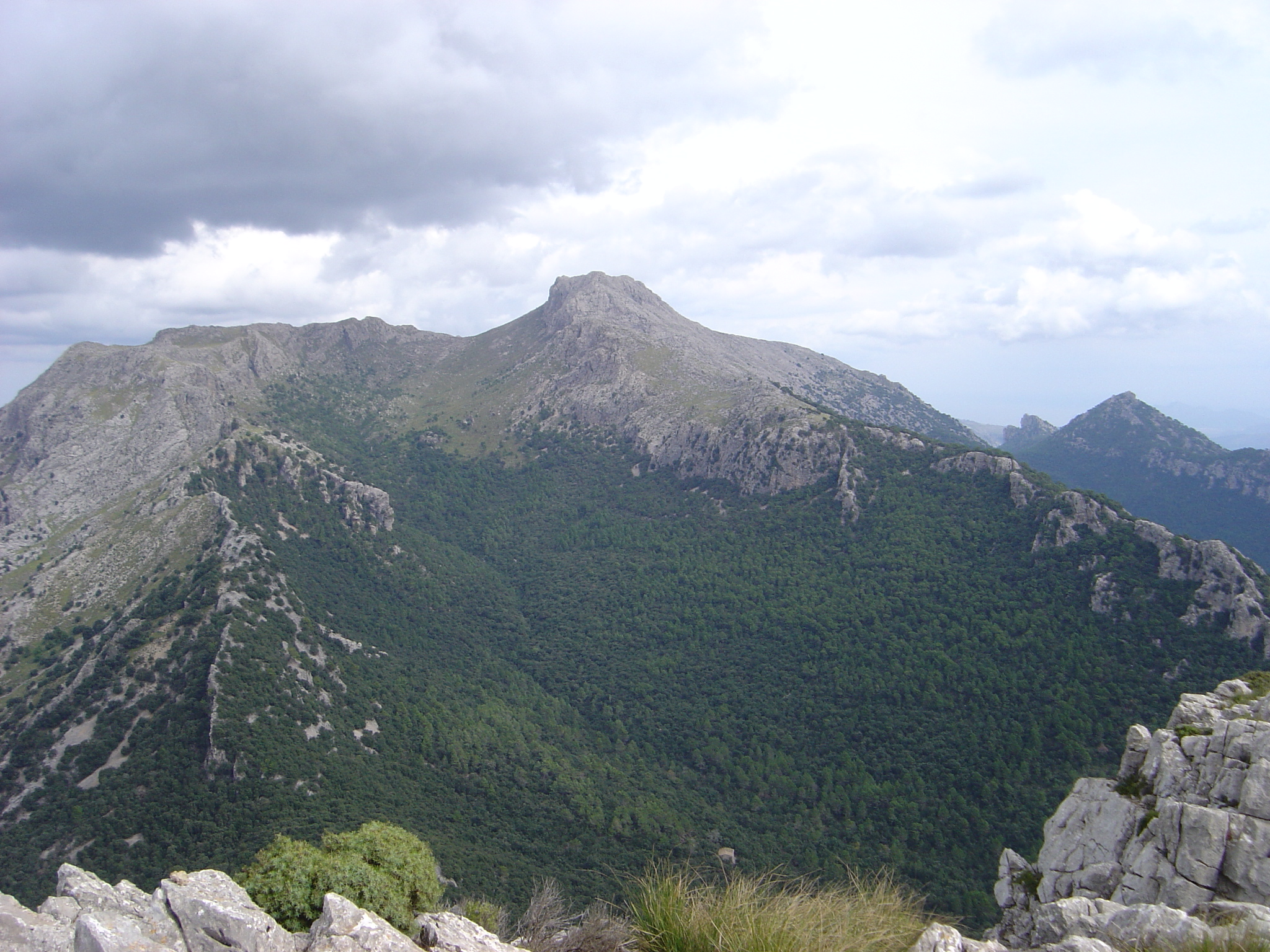
Puig de Massanella (1.364 m).

A Serra de Tramuntana(em catalão), Serralada de Tramuntana), é a principal cordilheira das Ilhas Baleares. A serra está situada ao noroeste da Ilha de Maiorca, e daí vem seu nome, já que tramontana é o vento que chega desta direção. Sua origem remonta aos Alpes da era secundária. Nela se encontram os três grandes reservatórios de Maiorca: Cúber, Gorg Blau e o militar para uso da base de Puig Major, de menor tamanho. Esta serra também dá nome a uma das comarcas de Maiorca. Como as outras comarcas da ilha, não tem reconhecimento oficial. Sua capital atual é Sóller. Em junho de 2011, a paisagem cultural da serra foi declarada Patrimônio da Humanidade pela UNESCO.

## Acidentes geográficos
A serra setentrional de Maiorca apresenta 54 montes com mais de mil metros. Alguns destes são:
- Serra de Son Torrella
- Serra de Alfabia
- Puig Major
- Puig de Massanella
- Puig Tomir
- Penyal des Migdia
- L'Ofre
- Puig d'en Galileu

Exemplos de montanhas de menor altura são:
- Sa Comuna
- Sa Figuera
- Pujol d'en Banya
- Puig des Moro

Além do mais, a serra apresenta outros acidentes geográficos relevantes, como:
- Torrent de Pareis
- Barranc de Biniaraix
- Torrent de Mortitx
- Torrent des Lli
- Coma de n'Arbona

## Municipios da serra
A serra forma parte do término dos seguintes municípios:
- Alaró
- Andraitx
- Bañalbufar
- Buñola
- Calviá
- Campanet
- Deyá
- Escorca
- Esporles
- Estellenchs
- Fornalutx
- Lloseta
- Mancor del Valle
- Palma de Mallorca
- Pollensa
- Puigpunyent
- Santa Maria del Camí
- Selva
- Sóller
- Valldemosa